# Iryna Heraszczenko (lekkoatletka)
Iryna Igoriwna Heraszczenko (ukr. Ірина Григо́рівна Геращенко; ur. 10 marca 1995 w Kijowie) – ukraińska lekkoatletka specjalizująca się w skoku wzwyż.
W 2011 została wicemistrzynią świata juniorek młodszych oraz zajęła szóstą lokatę podczas olimpijskiego festiwalu młodzieży Europy. W 2013 zdobyła brąz juniorskich mistrzostw Europy w Rieti. Piąta zawodniczka juniorskich mistrzostw świata w Eugene (2014). W 2015 zdobyła brąz młodzieżowych mistrzostw Europy. Dziesiąta zawodniczka igrzysk olimpijskich w Rio de Janeiro (2016). Medalistka mistrzostw Ukrainy.
Podczas rozgrywanych w Paryżu igrzysk olimpijskich zdobyła brązowy medal, ex aequo z Eleanor Patterson.
Rekordy życiowe: stadion – 2,00 (19 lipca 2022, Eugene oraz 29 czerwca 2023, Lozanna); hala – 1,98 (7 marca 2021, Toruń).

## Osiągnięcia
| Rok  | Impreza                                    | Miejsce        | Pozycja           | Wynik |
| ---- | ------------------------------------------ | -------------- | ----------------- | ----- |
| 2011 | Mistrzostwa świata juniorów młodszych      | Lille          | 2. miejsce        | 1,87  |
| 2011 | Letni olimpijski festiwal młodzieży Europy | Trabzon        | 6. miejsce        | 1,75  |
| 2012 | Mistrzostwa świata juniorów                | Barcelona      | 7. miejsce        | 1,85  |
| 2013 | Halowe mistrzostwa Europy                  | Göteborg       | el. – 16. miejsce | 1,85  |
| 2013 | Mistrzostwa Europy juniorów                | Rieti          | 3. miejsce        | 1,84  |
| 2014 | Halowe mistrzostwa świata                  | Sopot          | el. – 10. miejsce | 1,92  |
| 2014 | Mistrzostwa świata juniorów                | Eugene         | 5. miejsce        | 1,85  |
| 2014 | Mistrzostwa Europy                         | Zurych         | el. – 20. miejsce | 1,85  |
| 2015 | Halowe mistrzostwa Europy                  | Praga          | el. – 10. miejsce | 1,91  |
| 2015 | Superliga drużynowych mistrzostw Europy    | Czeboksary     | 5. miejsce        | 1,94  |
| 2015 | Młodzieżowe mistrzostwa Europy             | Tallinn        | 3. miejsce        | 1,87  |
| 2015 | Mistrzostwa świata                         | Pekin          | el. – 23. miejsce | 1,85  |
| 2015 | Światowe wojskowe igrzyska sportowe        | Mungyeong      | 2. miejsce        | 1,84  |
| 2016 | Mistrzostwa Europy                         | Amsterdam      | el. – 18. miejsce | 1,85  |
| 2016 | Igrzyska olimpijskie                       | Rio de Janeiro | 10. miejsce       | 1,93  |
| 2017 | Młodzieżowe mistrzostwa Europy             | Bydgoszcz      | 2. miejsce        | 1,92  |
| 2017 | Mistrzostwa świata                         | Londyn         | el. – 13. miejsce | 1,89  |
| 2017 | Uniwersjada                                | Tajpej         | 2. miejsce        | 1,91  |
| 2018 | Halowe mistrzostwa świata                  | Birmingham     | 7. miejsce        | 1,84  |
| 2019 | Halowe mistrzostwa Europy                  | Glasgow        | 5. miejsce        | 1,94  |
| 2019 | Uniwersjada                                | Neapol         | 2. miejsce        | 1,91  |
| 2019 | Mistrzostwa świata                         | Doha           | el. – 23. miejsce | 1,85  |
| 2019 | Światowe wojskowe igrzyska sportowe        | Wuhan          | 3. miejsce        | 1,90  |
| 2021 | Halowe mistrzostwa Europy                  | Toruń          | 2. miejsce        | 1,98  |
| 2021 | Igrzyska olimpijskie                       | Tokio          | 4. miejsce        | 1,98  |
| 2022 | Halowe mistrzostwa świata                  | Belgrad        | 5. miejsce        | 1,92  |
| 2022 | Mistrzostwa świata                         | Eugene         | 4. miejsce        | 2,00  |
| 2022 | Mistrzostwa Europy                         | Monachium      | 5. miejsce        | 1,93  |
| 2023 | Mistrzostwa świata                         | Budapeszt      | 5. miejsce        | 1,94  |
| 2024 | Mistrzostwa Europy                         | Rzym           | 3. miejsce        | 1,95  |
| 2024 | Igrzyska olimpijskie                       | Paryż          | 3. miejsce        | 1,95  |

## Odznaczenia
- Order Księżnej Olgi II klasy (2024)[1]
- Order Księżnej Olgi III klasy